# فردریک لیندبرگ
فردریک لیندبرگ (انگلیسی: Fredrik Lindberg؛ زادهٔ ۲ فوریهٔ ۱۹۸۶) ورزشکار کرلینگ اهل سوئد است.